# Milioktawa
Milioktawa, oznaczenie mO – jednostka miary w muzyce, oznaczająca jedną tysięczną interwału oktawy; stosunek dwóch częstotliwości równy {\displaystyle {\sqrt[{1000}]{2}}} (6/5 centa).
Przykładowo, pryma zwiększona to {\displaystyle 77\,mO}, oktawa – {\displaystyle 1000\,mO}.